# Bellair-Meadowbrook Terrace
Bellair-Meadowbrook Terrace is een plaats (census-designated place) in de Amerikaanse staat Florida, en valt bestuurlijk gezien onder Clay County.

## Demografie
Bij de volkstelling in 2000 werd het aantal inwoners vastgesteld op 16.539.

## Geografie
Volgens het United States Census Bureau beslaat de plaats een oppervlakte van
14,5 km², geheel bestaande uit land.

## Plaatsen in de nabije omgeving
De onderstaande figuur toont nabijgelegen plaatsen in een straal van 24 km rond Bellair-Meadowbrook Terrace.